# Diego Ruiz (athlétisme)
Pour les articles homonymes, voir Ruiz et Diego Ruiz.
Diego Ruiz (né le 5 février 1982) est un athlète espagnol spécialiste du 1 500 mètres.
Il se révèle durant la saison 2006 en remportant la finale des Championnats ibéro-américains de Ponce, à Porto Rico. Vainqueur de la Coupe d'Europe des nations d'athlétisme en salle début 2008, il décroche la médaille d'argent du 1 500 mètres lors des Championnats d'Europe en salle 2009, terminant derrière le Portugais Rui Silva. 

## Palmarès
| Année | Compétition                    | Lieu  | Place | Épreuve |
| ----- | ------------------------------ | ----- | ----- | ------- |
| 2009  | Championnats d'Europe en salle | Turin | 2e    | 1 500 m |